# Chega Mais (escola de samba)
Grêmio Recreativo Escola de Samba Chega Mais, é uma escola de samba de Vitória. Fundada em 1980, desfilou durante a década. Depois de alguns anos desfilando como convidada, voltou a competir em 2015.
Suas comunidades de origem são os bairros do Morro do Quadro, onde está sediada, e Santa Teresa e tem como padroeira Iemanjá.

## História
A Chega Mais foi fundada em 1980 e desfilou nos grupos de acesso do Carnaval de Vitória na década de 1980, mas deixou de desfilar em 1992, quando ocorreu o fim da competição.
Com novo presidente, Edson Rodrigues de Freitas Neto, a escola voltou a desfilar em 2013, ao apresentar um enredo reeditado dela mesma, do ano de 1983, sobre o sambista paulista Adoniran Barbosa.
Em 2025 a escola vence o primeiro campeonato da sua história com o enredo " Alodê, Odofiaba, Mãe d'água Odoyá" conquistando o direito de retornar ao grupo de acesso A.

## Segmentos

### Presidentes
| Período     | Presidente                      | Ref.              |
| ----------- | ------------------------------- | ----------------- |
| ?-?         | (antecessor)                    |                   |
| 2013 - 2018 | Edson Rodrigues de Freitas Neto | [ 1 ] [ 4 ] [ 5 ] |
| 2019 -2026  | Maria José Gegenghemer (Zezé)   |                   |

### Diretores
| Ano  | Diretor de Carnaval                        | Diretor-Geral de Harmonia | Mestre de Bateria | Ref.  |
| ---- | ------------------------------------------ | ------------------------- | ----------------- | ----- |
| 2014 |                                            |                           | Ramon Ferraz      | [ 6 ] |
| 2017 | Maria José Gegenghemer e Ivenilton Pravato | Mery Peles                | Vinícius Seabra   | [ 4 ] |
| 2018 |                                            |                           | Vinícius Seabra   | [ 5 ] |
| 2019 | Rivelino Teixeira                          | Gabriela Gegenghemer      | Jackson Mourão    |       |
| 2020 | Rivelino Teixeira                          | Luiz Felipe Costa         | Jackson Mourão    |       |
| 2022 | Anclébio Junior                            | Luiz Felipe Costa         | Jackson Mourão    |       |
| 2023 | Diogo Rocha                                | Edilane Espíndola         | Jackson Mourão    |       |
| 2024 | Diogo Rocha                                | Carlos Machado            | Jackson Mourão    |       |
| 2025 | Diogo Rocha                                | Viviane Pimentel          | Jackson Mourão    |       |
| 2026 | Diogo Rocha                                | Viviane Pimentel          | Jackson Mourão    |       |

### Casais de Mestre-sala e Porta-bandeira
| Ano    | Nome                            | Ref.  |  |
| ------ | ------------------------------- | ----- |  |
| 2016   | Claudinho e Selminha Sorriso    | [ 7 ] |  |
| 2017   | Diego Machado e Delma Vieira    | [ 4 ] |  |
| 2018   | Sandro Souza e Delma Vieira     | [ 5 ] |  |
| 2019 - | Dyonathan e Delma Vieira        |       |  |
| 2020 - | Dyonathan e Delma Vieira        |       |  |
| 2021 - |                                 |       |  |
| 2022 - | Dyonathan e Delma Vieira        |       |  |
| 2023 - | Rafael Mascarenhas e Cinderela  |       |  |
| 2024   | Rafael Mascarenhas e Mila Gomes |       |  |
| 2025   | Rafael Mascarenhas e Mila Gomes |       |  |
| 2026   | Rafael Mascarenhas e Mila Gomes |       |  |

### Corte da Bateria
| Período     | Rainha             | Madrinha     |
| ----------- | ------------------ | ------------ |
| 2014        | Regyanna Avelino   | Sem Madrinha |
| 2015        | Juliana de Almeida | Sem Madrinha |
| 2016        | Glaucia Magalhães  | Sem Madrinha |
| 2017        | Sindy Lopes        | Sem Madrinha |
| 2018 - 2019 | Gerusa Bacelar     | Sem Madrinha |
| 2020 - 2024 | Patrícia Cruz      | Gina Valério |
| 2025        | Alinne Tornado     | Sem Madrinha |
| 2026        | Michelle Ferreira  | Sem Madrinha |

## Carnavais
| Ano | Colocação | Grupo | Enredo | Carnavalesco | Intérprete | Ref.        |
| --- | --- | --- | --- | --- | --- | ----------- |
| 2013 | Convidada | Convidada | Adoniran Barbosa | Anderson Luppi | | [ 3 ]       |
| 2014 | Convidada | Convidada | Nas ondas do rádio | Anderson Luppi | |             |
| 2015 | 3º lugar | Acesso (terceira divisão)                                                                                              | Viana, uma viagem pelos 152 anos de história                                                                           | Diogo Rocha | | [ 2 ] [ 8 ] |
| 2016 | 5º lugar | Grupo A | Anjo negro, Lindo anjo (Compositor:Neguinho da Beija Flor)                                                             | Orlando Júnior | Tim e Lolô | [ 9 ]       |
| 2017 | 7º lugar | Grupo A | Chega mais e veja a majestade do samba! O voo da águia rumo a vitória!                                                 | Wilson Vila-Flor e Sury de Souza                                                                                       | Wander Show | [ 4 ]       |
| 2018 | Vice-campeã | Grupo A | Sertão. Sol, Seca e Alegria... A Saga de um Povo Festeiro, Valente e Lutador                                           | Wilson Vila-Flor e Alexandre Aguiar                                                                                    | Leozinho | [ 5 ]       |
| 2019 | 3° lugar | Grupo A | Contos e encantos do Amazonas, O Rio da vida que banha o futuro do Brasil.                                             | Wilson Vila-Flor | Leozinho e Luiz Felipe                                                                                                 |             |
| 2020 | | Grupo A | Divina Luz | Wilson Vila-Flor | Leozinho e Luiz Felipe                                                                                                 |             |
| Inicialmente adiados para o mês de julho, os desfiles do Carnaval 2021 foram cancelados devido a pandemia de Covid-19. | Inicialmente adiados para o mês de julho, os desfiles do Carnaval 2021 foram cancelados devido a pandemia de Covid-19. | Inicialmente adiados para o mês de julho, os desfiles do Carnaval 2021 foram cancelados devido a pandemia de Covid-19. | Inicialmente adiados para o mês de julho, os desfiles do Carnaval 2021 foram cancelados devido a pandemia de Covid-19. | Inicialmente adiados para o mês de julho, os desfiles do Carnaval 2021 foram cancelados devido a pandemia de Covid-19. | Inicialmente adiados para o mês de julho, os desfiles do Carnaval 2021 foram cancelados devido a pandemia de Covid-19. | [ 10 ]      |
| 2022 | 3° lugar | Grupo A | Eu quero é botar meu bloco na rua                                                                                      | Comissão de carnaval                                                                                                   | Leozinho e Luiz Felipe                                                                                                 |             |
| 2023 | 7º lugar (Rebaixada)                                                                                                   | Grupo A | "Do alto do morro no topo do mundo, dai ao quadro o que é da arte"                                                     | Luana Rios | Leozinho |             |
| 2024 | 4º Lugar | Grupo B | "Na batida mais quente, o ritmo da vida"                                                                               | Diogo Rocha | Fernando Brito |             |
| 2025 | Campeã (Promovida) | Grupo B | Alodê, Odofiaba, Mãe-d'água, Odoyá                                                                                     | Diogo Rocha | Fernando Brito |             |
| 2026 | | Grupo A | "Iabassés - Cozinhando para os Orixas, Voduns e Inkices o alimento sagrando"                                           | Diogo Rocha | |             |